# Eurypanopeus abbreviatus
Eurypanopeus abbreviatus är en kräftdjursart som först beskrevs av William Stimpson 1860.  Eurypanopeus abbreviatus ingår i släktet Eurypanopeus och familjen Panopeidae. Inga underarter finns listade i Catalogue of Life.